# Andreas Erm
Andreas Erm (ur. 12 marca 1976 w Berlinie) – niemiecki lekkoatleta specjalizujący się w chodzie sportowym, trzykrotny uczestnik letnich igrzysk olimpijskich (Atlanta 1996, Sydney 2000, Ateny 2004).
Zdobywca tytułu Lekkoatleta roku 2003 w Niemczech (niem. Leichtathleten des Jahres).

## Sukcesy sportowe
- czterokrotny mistrz Niemiec w chodzie na 10 000 metrów – 2000, 2001, 2003, 2004[2]
- sześciokrotny mistrz Niemiec w chodzie na 20 kilometrów – 1998, 1999, 2000, 2001, 2002, 2004
- dwukrotny mistrz Niemiec w chodzie na 50 kilometrów – 2002, 2003
- siedmiokrotny halowy mistrz Niemiec w chodzie na 5000 metrów – 1998, 1999, 2000, 2001, 2002, 2003, 2004[3]

| Rok  | Miasto           | Zawody                            | Konkurencja      | Wynik         |
| ---- | ---------------- | --------------------------------- | ---------------- | ------------- |
| 1994 | Lizbona          | Mistrzostwa świata juniorów       | chód na 10 000 m | 9. miejsce    |
| 1995 | Nyíregyháza      | Mistrzostwa Europy juniorów       | chód na 10 000 m | złoty medal   |
| 1998 | Budapeszt        | Mistrzostwa Europy                | chód na 20 km    | 4. miejsce    |
| 2000 | Sydney           | Igrzyska olimpijskie              | chód na 20 km    | 5. miejsce    |
| 2000 | Eisenhüttenstadt | Puchar Europy w chodzie sportowym | chód na 20 km    | srebrny medal |
| 2001 | Dudince          | Puchar Europy w chodzie sportowym | chód na 20 km    | brązowy medal |
| 2003 | Paryż            | Mistrzostwa świata                | chód na 50 km    | brązowy medal |

## Rekordy życiowe
- chód na 3000 metrów (hala) – 10:31,42 – Halle 04/02/2001 (rekord świata)
- chód na 5000 metrów (hala) – 18:22.25 – Dortmund 25/02/2001 (rekord Niemiec)
- chód na 10 000 metrów – 38:51,51 – Brunszwik 10/07/2004
- chód na 5 kilometrów – 19:02 – Hildesheim 12/09/1998
- chód na 10 kilometrów – 38:58 – Eisenhüttenstadt 08/05/1999
- chód na 20 kilometrów – 1:18:42 – Eisenhüttenstadt 17/06/2000 (rekord Niemiec)
- chód na 50 kilometrów – 3:37:46 – Paryż 27/08/2003 (rekord Niemiec)